# Big Up
Big Up – singel szwedzkiego zespołu muzycznego Group Avalon, wydany w 2005 nakładem wytwórni płytowej M&L Records. 
Utwór był festiwalową propozycją zespołu w konkursie Melodifestivalen 2005. Wykonana w drugim półfinale festiwalu w Cloetta Center w Linköping kompozycja zajęła szóste miejsce i nie zakwalifikowała się do finału, zdobywając 15 032 głosów. 
Singel dotarł do 32. miejsca na szwedzkiej liście przebojów Hitlistan.

## Lista utworów
- singel CD[1]

1. „Big Up” – 3:03
2. „Big Up” (Extended Version) – 5:06
3. „Big Up” (The Attic Rmx) – 7:36
4. „Big Up” (The Attic Radio Edit) – 3:45
5. „Big Up” (Instrumental) – 3:01

## Notowania
| Kraj    | Notowanie (2005) | Najwyższa pozycja |
| ------- | ---------------- | ----------------- |
| Szwecja | Hitlistan        | 32                |